# النظام العام لاتصالات الأجهزة المحمولة

مكونات نظام الاتصالات المتنقلة العالمي

يوفر نظام الاتصالات المتنقلة العام (بالإنجليزية: Universal Mobile Telecommunications System اختصاراً UMTS) خدمة الجيل الثالث بالإضافة إلى المزايا السابقة في النظام العالمي للإتصالات المتنقلة (جي اس ام) . والتي طورتها مشاريع الجيل الثالث المشتركة التابعة للاتحاد الدولي للاتصالات. ويعمل النظام الجديد بتقنية تقسيم الرمز متعدد الوصول لتبادل حزم البيانات بشكل أفضل بين عقدة بولبفيانو (موقع خلوي) والهواتف النقالة، بالإضافة لعقدة بوليفيانو يتطلب النظام تحديثات لكل من متحكم شبكة الراديو والعمود الفقري للشبكة واليوتران.

## المميزات
تصل سرعة تحميل البيانات لدى مستخدمي الوصول السريع لحزم البيانات (HSDPA) إلى 21 ميغابايت في الثانية، عن طريق تكنولوجيا الوصول المتعدد باستخدام الشفرة.بينما تصل سرعة تحميل حزم البيانات لدى مستخدمي الوصول السريع والمدعم للبيانات (HSPA+) إلى 42 ميغابايت في الثانية، عن طريق تزويد عقدة بوليفيانو بهوائيات متعددة الإرسال والإستقبال.
يهدف التطوير طويل الأمد والذي يلي نظام الاتصالات المتنقلة العالمي إلى توفير سرعة تحميل بيانات تصل إلى 100 ميغابايت في الثانية، عن طربق تكنولوجيا التردد المتعامد ومضاعف التقسيم، أثناء تبادل الإشارات مع عقدة بوليفيانو المطورة (enodeB).

## التكنولوجيا (التقنية)
يجمع UMTS بين ثلاث واجهات هوائية مختلفة، موبايل جي إس إم
كتطبيق للموبيل في الجزء الأساسي (ماب)، واسرة جي إس إم

### الوصول المتعدد باستخدام الشفرة

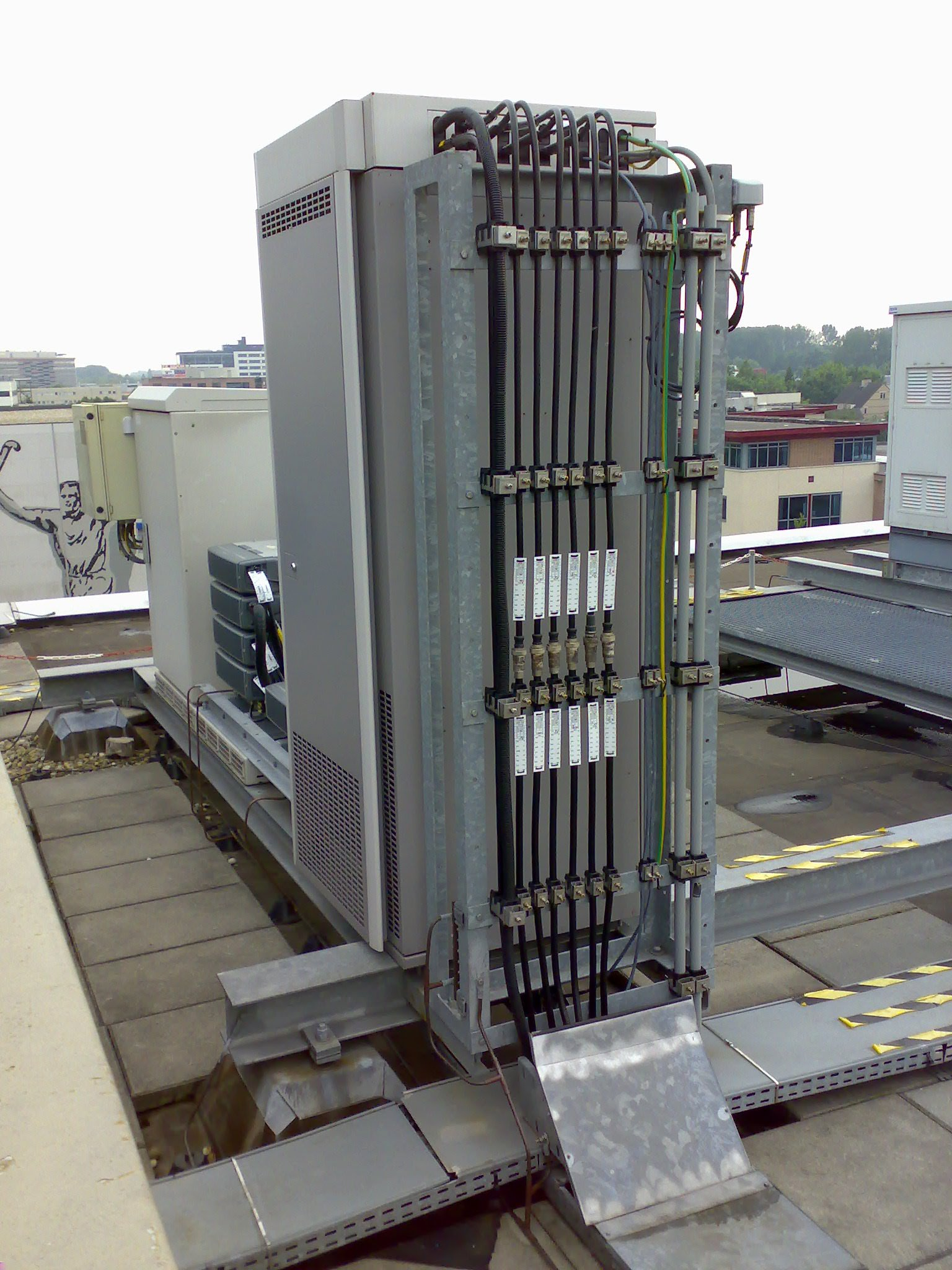
UMTS الإرسال على سطح مبنى

تتم عملية الوصول المتعدد باستخدام الشفرة عند تبادل الإشارات بين الهاتف وعقدة بوليفيانو والتي تميز مزودي خدمة الجيل الثالث وتمكن مستخدميها من إجراء الاتصالات وإرسال الرسائل وتبادل البيانات بسرعة حسنة في الآن ذاته.
تستخذم شبكة نظام الاتصالات المتنقلة العالمي (عقدة بوليفيانو) ترددات مابين 1885-2025 عند إرسال الاشارات من الهاتف إلى برج الإرسال (عقدة بوليفيانو) ومابين 2110-2200 ميغاهيرتز عند إرسال الاشارات من البرج إلى الهاتف. غير أن بعض مزودي خدمة نظام الاتصالات المتنقلة تستخذم تردد 850 ميغاهرتز و، أو 1900 ميغاهرتز (بشكل منفصل يختلف عندها تردد الإرسال عن تردد الاستقبال). لكن الولايات المتحدة الأمريكية تستخدم الترددات مابين 1710-1755 ميغاهرتز عند إرسال الاشارات من الهاتف إلى البرج والترددات مابين 2110-2155 ميغاهرتز عند إرسال الاشارات من البرج إلى الهاتف.

### المفوضية العليا للاجئين UTRA - TDD
انUMTS_TDD هي الجوية التي تستخدم كواجهات بليز كومباوري لقناة سى دى ام ايه وصولا للتقنية الموحدة كما هي UTRA - TDD باعتبارها المفوضية العليا للاجئين والذي يستخدم من الزيادات 5 MHz من ذلك الطيف، ويقسم كل شريحة 10ms داخل الاطارات التي تحتوي على فتحات الوقت الخامسة عشرة 1500 في الثانية الواحدة. الملخص الفني وفتحات الوقت ويتم تخصيص نسبة مئوية ثابتة في الهابطة والإرسال. يستخدم سى دى ام ايه الدفتيريا لتيارات متعدة أو من طرق استقبال متعددة. خلافا على دبليو سى دى ام ايه، فانها لا تحتاج إلى نطاقات التردد المنفصلة لمدة تتزايد أو تقل، مما يتيح نشر ذلك في نطاقات ترددية ضيقة.
تعد الدفتيريا سى دى ام ايه هي جزء من الاتصالات المتنقلة الدولية عام 2000 وجزء من أنظمة الاتصالات المتنقلة الدولية TDD سى دى ام ايه.

### الدفتيريا (SCDMA (UTRA - TDD 1.28 Mcps بمعدل منخفض
يستخدم الدفتيريا SCDMA الاستخدام المتعدد بالتقسيم الزمني كقناة لأسلوب الوصول مقترنا بتزامن معين من النحية التكييفية، ان سى دى ام ايه مكون على شرائح طيفية بنسبة 1.6 ميغاهرتز، ويسمح بنشرها أكثر صرامة حتى في نطاقات تردد من الدفتيريا سى دى ام ايه. ومع ذلك، فإن الحافز الرئيسي لتطوير هذا الصينية هو النمو القياسي لتفادي أو التقليل من رسوم الترخيص التي يجب أن تدفع لغير أصحاب براءات الاختراع الصينية. خلافالوجود غيرها من واجهات الهواء، كان الدفتيرياSCDMA ليس جزءا من UMTS من البداية ولكن تم إضافتها لمواصفات الإصدار 4 منها.
مثل الدفتيريا سى دى ام ايه، فهى معروفة باسم الاتصالات المتنقلة الدولية سى دى ام ايه (TDD0)انها الاتصالات المتنقلة الدولية في غضون عام 2000.

### الاتصال اللاسلكي
يعتبر أساسي الوصول لشبكة الراديو العالمية يوتران أساسيا في نظام الاتصالات المتنقلة العالمية، والتي تتطلب عدة محطات قاعدية بإمكانها أن تستخدم ترددات مختلفة.
ما بين الهاتف وعقدة بولبفيانو التحكم موارد الراديو وبروتوكول جمع حزم البيانات والتحكم بروابط الراديو بالإضافة التحكم بالوصول للوسائط التي تنظم البيانات الواردة حسب الإعدادات التي تمت على التحكم بموارد الراديو.
مجموع الإعدادات المرتبطة بالبيانات المرسلة تسمى بحاجز الراديو. هذه الإعدادات تشمل تنظيم الحد الأقصى للبيانات الممكن تداولها في فاصل مدة الإرسال. بالإضافة إلى الحصول على معلومات التحكم بروابط الراديو وتنسيقات حاجز الراديو التي يتكلف بقناة مرور البيانات والقناة الحاضنة لقناة مرور البيانات. معلومات ورسائل عبر الإشارات تتم تحت تنظيم حاجز الراديو خاصة بتبادل الإشارات بالإضافة إلى رسائل الطور غير قابل الوصول والتحكم بموارد الراديو، بينما تبادل حزم البيانات تحت تنظيم حاجز الراديو الخاص بالبيانات.
يتطلب تحقيق تواصل أمن عبر الراديو إجرائين:
السلامة والتشفير. فالسلامة تنظم الرسائل الواردة وتتأكد من غياب أي طرف ثالث يتعقب الرسائل. بينما يتأكد التشفير من غياب أي تجسس على البيانات المتبادلة عبر الراديو. تنظم عملية السلامة والتشفير تحت تنظيم حاجز الراديو خاصة بتبادل الإشارات، بينما يكتفي حاجز الراديو الخاص بالبيانات بتنظيم عملية التشفير.

### العمود الفقري للشبكة
يستخدم نظام الاتصالات المتنقلة العالمية عمود فقري شبكة مشابه لسابقه النظام العالمى للاتصالات المتنقلة. غير أن عملية تحديث النظام عالية التكلفة بعض الشيء.
يوفر العمود الفقري للشبكة الاتصال بمختلف الشبكات الخارجية كالانترنت أو الشبكة الرقمية للخدمات المتكاملة(ISDN).

## التجوال العالمي
تسمح الهواتف النقالة بالاتصال والتجوال في مختلف المناطق عبر العالم التي تتوفر فيها تغطية لشبكة نظام للاتصالات المتنقلة العالمية (بتواجد اتفاقية تجوال بين مزودي الخدمات مع بعضها البعض بالطبع). بما أن العمود الفقري للنظام العالمي للاتصالات المتنقلة هو نفسه بالنسبة للجي إس إم (نظام العالمي الاتصالات المتنقلة) فان المتصل يبقى على اتصاله بالشبكة رغم مروره عبر نطاق تغطية النظامبن. يفرض مزودي الخدمات (شركات الاتصالات) رسوم تجوال أعلى من رسوم الاشتراك العادية.
تستعين نظام الاتصالات المتنقلة العالمية بوحدة هوية المشترك العالمية التي تحتويها بطاقة هوية المشترك SIM لتحديد الهاتف المتصل وحساب الفاتورة والسماح بولوج الشبكة في أي مكان في العالم حسب الاتفاقية المبرمة مع شركات الاتصالات المختلفة، بالإضافة إلى توفير مساحة تخزين أرقام هواتف وأسماء المشتركين، لكن يمكن للمستخدم تخزين المعلومات في مساحة تخزين الهاتف الخاصة.

### الهواتف النقالة وأجهزة المودم

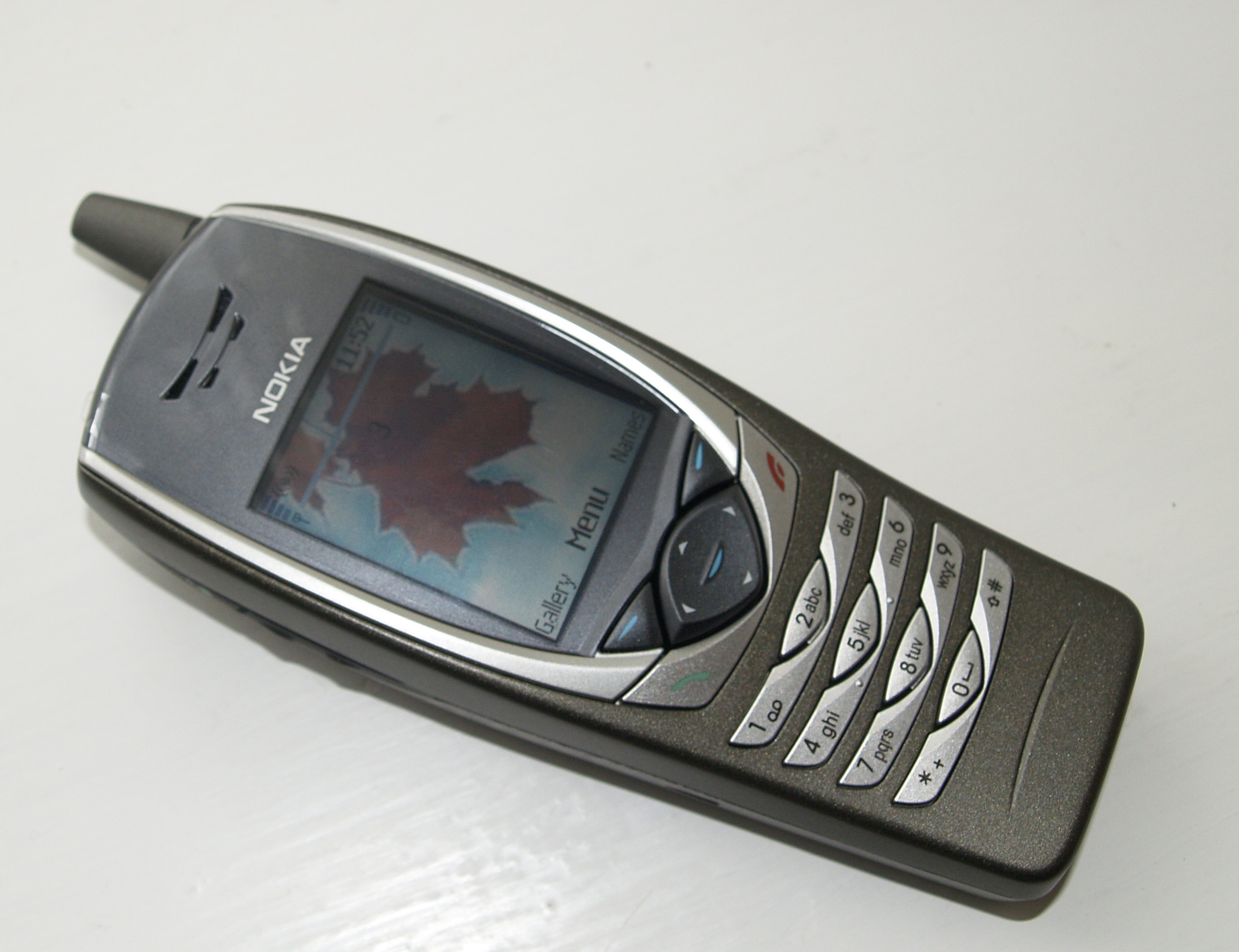
نوكيا 6650، أوائل أجهزة الجيل الثالت

أغلب شركات تصنيع هواتف الجيل الثاني هم الآن يقومون بتصنيع هواتف الجيل الثالث، تتعامل استشعارات الهواتف والموديم مع ترددات خلايا اتصال الخاصة بكل بلد. تستخدم كندا والولايات المتحدة الأمريكية ترددات متشابهة كما هو الأمر بدول أوروبا.
هناك هواتف جيل ثالث أو موديمات قليلة جدا تتعامل مع جميع الترددات (850,900,1700، 1900، 2100 ميغاهرتز). قد أصدرت شركة نوكيا هواتف من هذا النوع، بما في ذلك N8 ،E7. هواتف أخرى تتعامل مع مختلف التردد ولكن برسوم تجوال أعلى. كالأيفون 4 يتعامل مع ترددات 850، 900، 1900، 2100 ميغاهرتز.

## المعايير المتنافسة الأخرى
يعتبر سي دي ام أي 2000 والذي يلي الجيل الثاني سي دي ام أي وون المنافس الأبرز لنظام الاتصالات المتنقلة العالمي والذي تم إعداده على يد مشاريع الجيل الثالث المشتركة العالمية الثاني.
بينما يمكن الاتصال الرقمي المطور بالكابلات منافسة نظام الاتصالات المتنقلة العالمي وباقي الشبكات الخلوية تقنيا في الاماكن النائية غير انها تكتفي بتزويد كابلات الاتصال المنزلية.
تعتبر النظام الصيني تي دي-إس سي دي إم إيه منافس ضعيف جدا لنظام الاتصالات المتنقلة العالمي.
من جانب توفير الوصول للإنترنت هنالك تنافس بين ويماكس وفلاش-أوفدم

## من الجي إس إم إلى نظام الاتصالات المتنقلة العالمي
هناك بعض المعدات التي يمكن الحفاظ عليها عند تحديث الجي إس إم إلى نظام الاتصالات المتنقلة العالمي:
- مسجل معلومات المشتركين عامة
- مسجل معلومات المشتركين المتنقلة
- حافظ معلومات الهاتف
- مركز إجراء تحويلات الهاتف
- مركز إجراء المصادقة
- عقدة الجي بي ار اس الثانوية
- عقدة جي بي ار اس البدائية.

هناك بعض المعدات التي يجب استبدالها عند تحديث الجي إس إم إلى نظام الاتصالات المتنقلة العالمي:
- متحكم المحطة القاعدية بمتحكم شبكة الراديو
- محطة الإرسال والاستقبال القاعدية بعقدة بوليفيانو
- بوابة الوسائط المتعددة والتي تتولى إدارة البيانات تحت تحكم مركز إجراء تحويلات الهاتف وعقدة الجي بي ار اس الثانوية. تسمى العملية في النظام الجديد بخادمة مركز إجراء المصادقة وخادمة العقدة الثانوية.

## بعض المشاكل في النظام
بالمقارنة مع النظام العالمي للاتصالات المتنقلة، يحتاج نظام الاتصالات المتنقلة العالمي إلى عدد أكبر من خلايا الاتصال بحيث يتم تجهيز برج اتصال كل 1-1.5 كلم في حالة العمل بتردد 2100 ميغاهرتز، غير أن بعض مزودي الخدمات تعمل بتردد أقل (850 أو 900 ميغاهرتز) ما ألغ هذه الطريقة. تم البدء بالعمل بهذه الترددات منذ 2006.
كما كان معلوما في 2008 فإن شبكات الاتصال تقوم بجمع معلومات مواقع المشتركين، فقد أعلنت واشنطن بوست في أغسطس 2014 أنه يتم استخدام بروتوكول نظام الإشارات السابع لتحديد مواقع المتصلين في جميع أرجاء العالم.

## إصدارات

### الإصدار "99"
خدمات تتقيل الرسائل
64 كيلوبايت في الثانية بالنسبة لتوجيه الدارة
384 كيلوبايت في الثانية بالنسبة للحزم الموجهة
خدمات المواقع
خدمة الاتصال متكاملة مع نظام الجي اس ام
تحسين جودة الصوت
تردد 2.1 جبغاهرتز

### الإصدار الرابع
تحسين الراديو
تراسل الوسائل المتعددة
تحسين خدمة المواقع
خدمة وسائط بروتوكول الإنترنت المتعددة
تي دي-اس سي دي ام أي

### الإصدار الخامس
نظام فرعي لوسائط بروتوكول الإنترنت المتعددة
ناقل بروتوكول الإنترنت في اليوتران
تحسينات في تلجيرتن، إم أي اكس أي
معيار سرعة النفاد للحزم

### الإصدار السابع
إيل الثانية المطورة
تكنولوجيا هوايات متعددة الإرسال والاستقبال
الصوت عبر الوصول السريع للبيانات
الاتصال بحزم البيانات المتواصلة
أر ال أي الثابت

### الإصدار الثامن
سرعة النفتد للحزم ثنائية المهام

### الإصدار التاسع
هسوبا ثنائية المهام

## محاضرات
- مارتن سوتر: نظم الاتصالات المتنقلة لمجتمع المعلومات، وجون وايلي، سبتمبر 2006، ردمك 0-470-02676-6
- احونين وباريت (المحررون)، خدمات لأنيمي (ايلي، 2002) أول كتاب عن خدمات الجيل الثالث 3G، ردمك 978-0471485506
- هولما وتسكالا (المحررون)، ' WCDMA ل يو ام تى اس، (وايلي، 2000) أول كتاب مكرس لتكنولوجيا الجيل الثالث 3G، ردمك 978-0471720515
- Kreher وRuedebusch : واجهات، والبروتوكولات، وتدفقات رسالة اجراءات تحليلها وشرح (وايلي 2007)، ردمك 978-0470065334
- لايهو، ويك، نوفوساد: أول كتاب عن التخطيط لشبكة الراديو الجيل الثالث 3G، ردمك 978-0470015759

## الروابط الخارجية
- مواصفات 3GPP ترقيم
- المفردات لمواصفات 3GPP، حتى الإصدار 8
- UMTS أسئلة وأجوبة حول العالم UMTS
- في جميع أنحاء العالم دبليو سى دى ام ايه تخصيص الترددات على UMTS العالمي
- UMTS TDD الائتلاف والتحالف العالمي UMTS TDD
- الكونجرس العالمي 3GSM
- UMTS موفر الرسم البياني